# Paróquia São José Operário
A Paróquia São José Operário é uma circunscrição eclesiástica católica brasileira sediada no município de João Monlevade, no interior do estado de Minas Gerais. Faz parte da Diocese de Itabira-Fabriciano, estando situada na Região Pastoral II. Foi inaugurada no dia 25 de setembro de 1948  sendo a primeira da região.